# 消色差透鏡

消色差物鏡圖（雙合透鏡）。

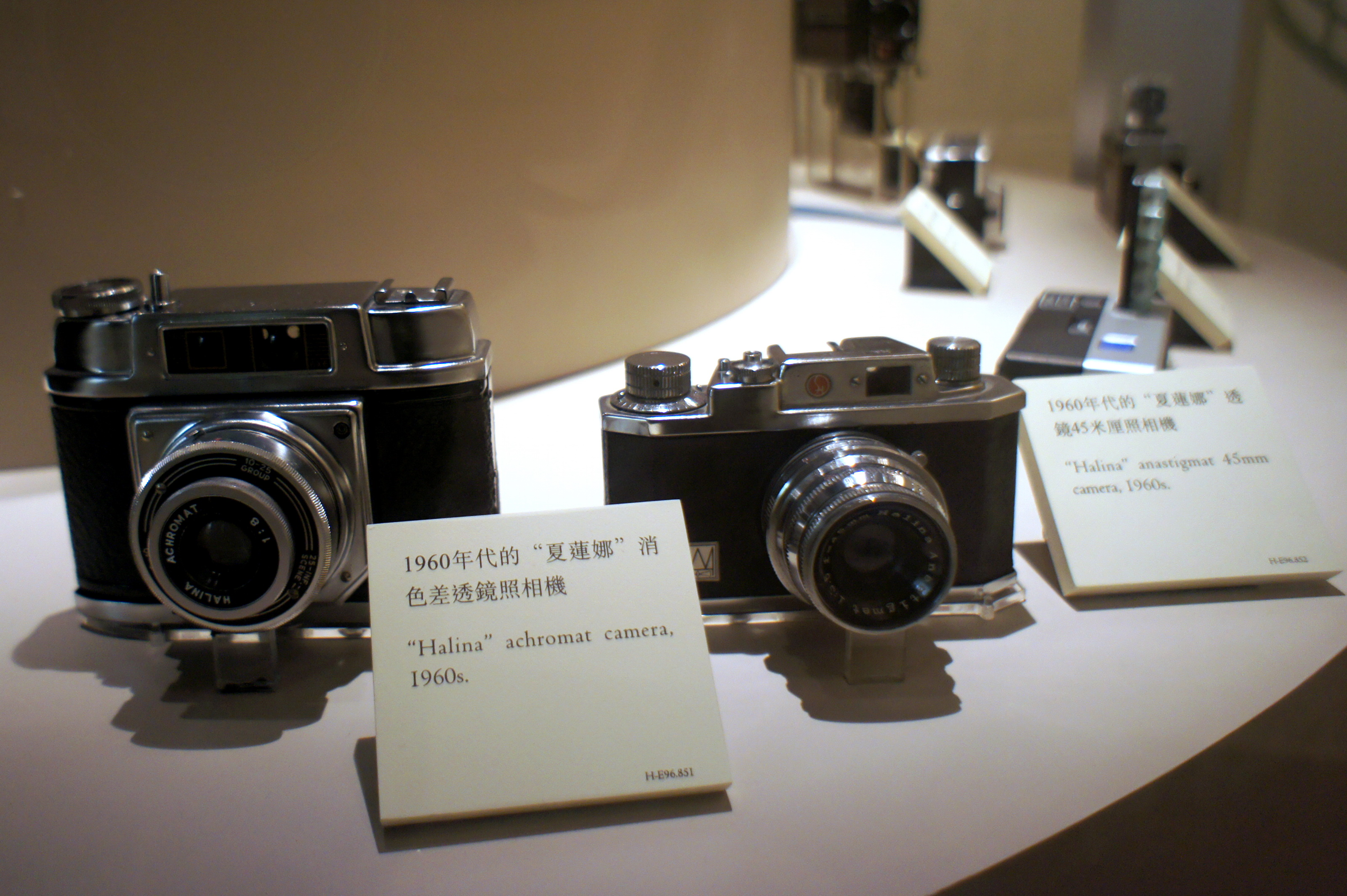
1960年代生產的消色差透鏡照相機（香港歷史博物館展品）

消色差透鏡（英語：achromat）是被設計用來將色差和球面像差減至最小的透鏡，属于消色差透镜组。
最普通的消色差透鏡的形式是雙合透鏡，這兩片透鏡分別用兩種色散能力不相同的玻璃製成。兩個透鏡元素被組合在一起，以便一片的色差由另一片來抵消。當冕牌玻璃正透鏡的光學倍率不會被燧石玻璃的負透鏡抵消時，它們的組合能將不同波長的光一起聚焦在焦長更長的一個焦點上。消色差透鏡能讓兩種不同波長的光聚焦在相同的平面上。
可以相信的是，消色差透鏡大約是在1733年由一位名為切斯特·穆爾·霍爾的英國律師發明的。
第一片消色差透鏡確實的發明日期並不清楚，也不清楚第一位發明人是誰。依據牛頓在18世紀時對系統可行性理論上的探討，認為這樣的修正是不可能達成的（參見望遠鏡的歷史）。有些概念展示了由水和玻璃製成的透鏡，但第一個實用的透鏡不知是何時製成的，直到18世紀初期，才在霍爾的指導下，由一位眼鏡師喬治·貝斯製成。第一個消色透鏡的專利權大約是在1758年授予了獨立進行理論和實驗的約翰·多倫德。
能再次消除色差的三合透鏡在1763年由彼得·多倫德（Peter Dollond）發明。